# 1922년 전국체육대회
1922년 전국체육대회는 1922년 2월 11일부터 11월 25일까지 일제강점기 조선 경성부에서 개최된 전국체육대회이다. 1922년에 개최된 제3회 전조선야구대회, 제2회 전조선정구대회, 제2회 전조선축구대회, 제3회 전조선축구대회를 1922년 전국체육대회의 일부로 인정하고 있다. 제2회 전조선축구대회가 1922년 2월 11일 경성중학 운동장에서 개최되면서 1922년 전국체육대회가 시작되었다. 1922년 5월 20일에 제2회 전조선정구대회가 개최되며 정구 종목이 진행되었고, 1922년 10월 14일에 제3회 전조선야구대회가 개최되며 야구 종목이 진행되었다.

## 경기 종목

### 야구

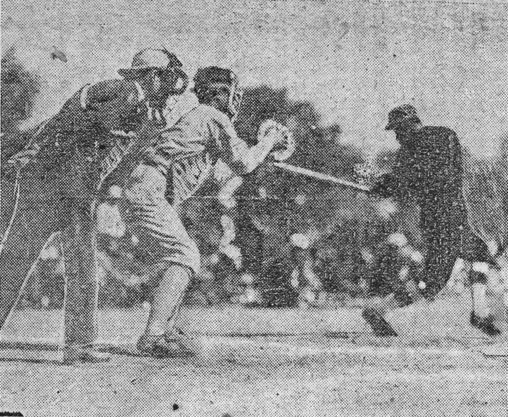
배재고등보통학교와 연희전문학교의 경기 모습

야구 종목은 제3회 전조선야구대회로 진행되었다. 1921년에 개최된 제1회 전조선소년야구대회에서 발생한 난동사건으로 징계를 받은 배재고등보통학교에 대해 조선체육회의 이사회 결의와 7개 학교 교장들의 태도 완화로 1922년 9월 21일에 징계가 해제되자, 제3회 전조선야구대회는 1922년 10월 14일부터 사흘간 배재고등보통학교 운동장에서 개최되었다. 중등부 종목에서는 8개 선수단이 참가하여 배재고등보통학교가 결승에서 숭실중학을 5:2로 이기며 우승했고, 청년부 종목에서는 6개 선수단이 참가하여 중앙체육단이 배재구락부를 12:5로 이기며 우승을 차지했다. 중학부 종목 우승을 한 배재고등보통학교 선수단에게 후원사인 동아일보가 일본 도쿄에서 들여온 재료로 진명여자고등보통학교 학생이 자수를 놓아 만든 우승기를 수여했다.

### 정구
정구 종목은 제2회 전조선정구대회로 진행되었다. 다른 대회에서 난동이 발생하여 연기된 전년도 대회와 달리 제2회 전조선축구대회를 불상사 없이 잘 마무리하자 조선체육회는 제2회 전조선정구대회를 1922년 5월 20일부터 사흘간 개최했다. 중등부 종목에서는 6개 선수단이 참가하여 전년도 우승 선수단인 송도고등보통학교가 결승에서 휘문고등보통학교를 3:2로 이기며 우승했고, 청년부 종목에서는 8개 선수단이 참가하여 금강청년회가 결승에서 목포청년회를 3:1로 이기며 우승을 차지했다.

### 축구

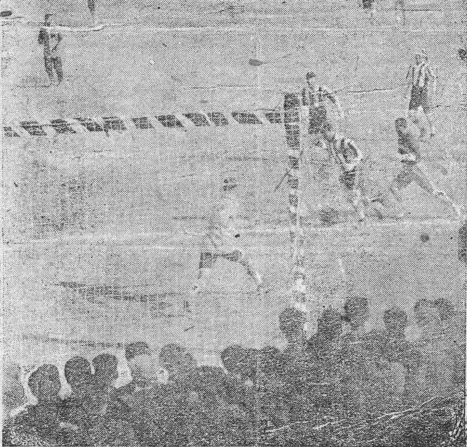
휘문고등보통학교와 청년학관의 경기 모습

축구 종목은 제2회 전조선축구대회와 제3회 전조선축구대회로 진행되었다. 제2회 전조선축구대회는 1922년 2월 11일부터 사흘간 경성중학 운동장에서 개최되었다. 중학부 종목에서는 7개 선수단이 참가하여 휘문고등보통학교가 결승에서 중앙고등보통학교를 3:0으로 이기며 우승했고 청년부 종목에서는 11개 선수단이 참가하여 평양무오단이 결승에서 불교청년회를 3:0으로 이기며 우승을 차지했다.
대회 후 조선체육회는 추운 2월에 축구 경기를 하는 것에 대해 조정이 필요하다고 판단하여 다음 대회부터 가을인 11월에 개최하기로 결정했다. 대신 다음 해에 개최하게 되면 2회와 3회 대회 사이의 기간이 거의 2년에 가깝도록 길기 때문에 제2회 전조선축구대회가 개최한 해인 1922년 11월 23일부터 사흘간 휘문고등보통학교 운동장에서 제3회 전조선축구대회를 개최했다. 중학부 종목에서는 13개 선수단이 참가하여 휘문고등보통학교가 숭실중학을 상대로 연장전 끝에 2:1로 이기며 대회 2연패를 달성했고, 청년부 종목에서는 12개 선수단이 참가하여 불교청년회가 건강구락부를 상대로 2:0으로 이기며 우승을 차지했다.

## 경기장
| 종목 | 경기장                  | 도시 | 부문   | 세부 종목 | 비고 |
| ---- | ----------------------- | ---- | ------ | --------- | ---- |
| 야구 | 배재고등보통학교 운동장 | 경성 | 전부문 | 전종목    |      |
| 정구 | 보성고등보통학교 운동장 | 경성 | 전부문 | 전종목    |      |
| 축구 | 경성중학 운동장         | 경성 | 전부문 | 전종목    |      |
| 축구 | 배재고등보통학교 운동장 | 경성 | 전부문 | 전종목    |      |

## 선수단
| 선수단   | 선수 | 임원 | 야구 | 야구 | 정구 | 정구 | 축구 | 축구 | 비고 |
| 선수단   | 선수 | 임원 | 청년 | 중학 | 청년 | 중학 | 청년 | 중학 | 비고 |
| -------- | ---- | ---- | ---- | ---- | ---- | ---- | ---- | ---- | ---- |
| 경기도   |      |      | •    | •    | •    | •    | •    | •    |      |
| 경상남도 |      |      |      |      |      |      | •    |      |      |
| 경상북도 |      |      | •    | •    |      |      |      | •    |      |
| 전라남도 |      |      |      |      | •    |      |      |      |      |
| 전라북도 |      |      |      |      |      |      | •    | •    |      |
| 평안남도 |      |      | •    | •    |      |      | •    | •    |      |
| 평안북도 |      |      |      | •    |      |      |      | •    |      |
| 황해도   |      |      |      |      |      |      | •    |      |      |
| 계       |      |      | 3    | 4    | 2    | 1    | 5    | 5    |      |
| 계       | 4    | 4    | 2    | 2    | 7    | 7    |      |      |      |

## 대회 일정
|  | 개막식 |  | 종목 경기 |  | 결선 경기 |  | 폐막식 |

| 1922년          | 1922년          | 2월  | 2월  | 2월  | 5월  | 5월  | 10월 | 10월 | 10월 | 11월 | 11월 | 11월 | 종목 합계 | 종목 합계 |
| 1922년          | 1922년          | 11일 | 12일 | 13일 | 20일 | 21일 | 14일 | 16일 | 17일 | 23일 | 24일 | 25일 | 종목 합계 | 종목 합계 |
| --------------- | --------------- | ---- | ---- | ---- | ---- | ---- | ---- | ---- | ---- | ---- | ---- | ---- | --------- | --------- |
| 개막식 / 폐막식 | 개막식 / 폐막식 | •    |      | •    | •    | •    | •    |      | •    | •    |      | •    |           |           |
| 야구            | 청년부          |      |      |      |      |      |      |      | 1    |      |      |      | 1         | 2         |
| 야구            | 중학부          |      |      |      |      |      |      |      | 1    |      |      |      | 1         | 2         |
| 정구            | 청년부          |      |      |      |      | 1    |      |      |      |      |      |      | 1         | 2         |
| 정구            | 중학부          |      |      |      | 1    |      |      |      |      |      |      |      | 1         | 2         |
| 축구            | 청년부          |      |      | 1    |      |      |      |      |      |      |      | 1    | 2         | 4         |
| 축구            | 중학부          |      |      | 1    |      |      |      |      |      |      |      | 1    | 2         | 4         |
| 일일 합계       | 일일 합계       | 0    | 0    | 2    | 1    | 1    | 0    | 0    | 2    | 0    | 0    | 2    | 총계      | 총계      |
| 누적 합계       | 누적 합계       | 0    | 0    | 2    | 3    | 4    | 4    | 4    | 6    | 6    | 6    | 8    | 8         | 8         |

## 메달 집계

### 최종 순위
| 순위 | 선수단   | 금메달 | 은메달 | 동메달 | 메달 합계 |
| ---- | -------- | ------ | ------ | ------ | --------- |
| 1    | 경기도   | 7      | 5      | 8      | 20        |
| 2    | 평안남도 | 1      | 2      | 3      | 6         |
| 3    | 전라남도 | 0      | 1      | 0      | 1         |
| 4    | 경상북도 | 0      | 0      | 1      | 1         |
| 5    | 경상남도 | 0      | 0      | 0      | 0         |
| 5    | 전라북도 | 0      | 0      | 0      | 0         |
| 5    | 평안북도 | 0      | 0      | 0      | 0         |
| 5    | 황해도   | 0      | 0      | 0      | 0         |
| 합계 | 합계     | 8      | 8      | 12     | 28        |

### 청년부 메달 집계
| 순위 | 선수단   | 금메달 | 은메달 | 동메달 | 메달 합계 |
| ---- | -------- | ------ | ------ | ------ | --------- |
| 1    | 경기도   | 3      | 3      | 4      | 10        |
| 2    | 평안남도 | 1      | 0      | 1      | 2         |
| 3    | 전라남도 | 0      | 1      | 0      | 1         |
| 4    | 경상남도 | 0      | 0      | 0      | 0         |
| 4    | 경상북도 | 0      | 0      | 0      | 0         |
| 4    | 전라북도 | 0      | 0      | 0      | 0         |
| 4    | 황해도   | 0      | 0      | 0      | 0         |
| 합계 | 합계     | 4      | 4      | 5      | 13        |

### 중학부 메달 집계
| 순위 | 선수단   | 금메달 | 은메달 | 동메달 | 메달 합계 |
| ---- | -------- | ------ | ------ | ------ | --------- |
| 1    | 경기도   | 4      | 2      | 4      | 10        |
| 2    | 평안남도 | 0      | 2      | 2      | 4         |
| 3    | 경상북도 | 0      | 0      | 1      | 1         |
| 4    | 전라북도 | 0      | 0      | 0      | 0         |
| 4    | 평안북도 | 0      | 0      | 0      | 0         |
| 합계 | 합계     | 4      | 4      | 7      | 15        |

## 참고 문헌
- “대한체육회 국내종합경기대회”. 대한체육회.
- 《대한체육회 50년》. 대한체육회. 1970. 2020년 11월 8일에 원본 문서에서 보존된 문서. 2022년 11월 5일에 확인함.
- 《대한체육회 70년사》. 대한체육회. 1990. 2020년 11월 8일에 원본 문서에서 보존된 문서. 2022년 11월 5일에 확인함.
- 《대한체육회 90년사》. 대한체육회. 2011. 2020년 11월 8일에 원본 문서에서 보존된 문서. 2022년 11월 5일에 확인함.
- 대한체육회 100주년 기념사업부 (2020). 《대한민국 체육 100년》. 대한체육회. 2023년 9월 21일에 원본 문서에서 보존된 문서. 2024년 5월 8일에 확인함.